# Ат-Тарф (вілаєт)
Ат-Тарф (араб. ولاية عنابة) — вілаєт Алжиру. Адміністративний центр — м. Ат-Тарф. Площа — 3 339 км². Населення — 411 783 осіб (2008).

## Географічне положення
Вілаєт розташований на узбережжі Середземного моря. На сході проходить кордон з Тунісом, на півдні межує з вілаєтом Сук-Ахрас, на заході — з вілаєтами Гельма та Аннаба.
На території вілаєту знаходиться національний парк Ель-Кала.

## Адміністративний поділ
Поділяється на 7 округів та 24 муніципалітети.
| Алжир | Це незавершена стаття з географії Алжиру. Ви можете допомогти проєкту, виправивши або дописавши її. |